# Recaro Holding

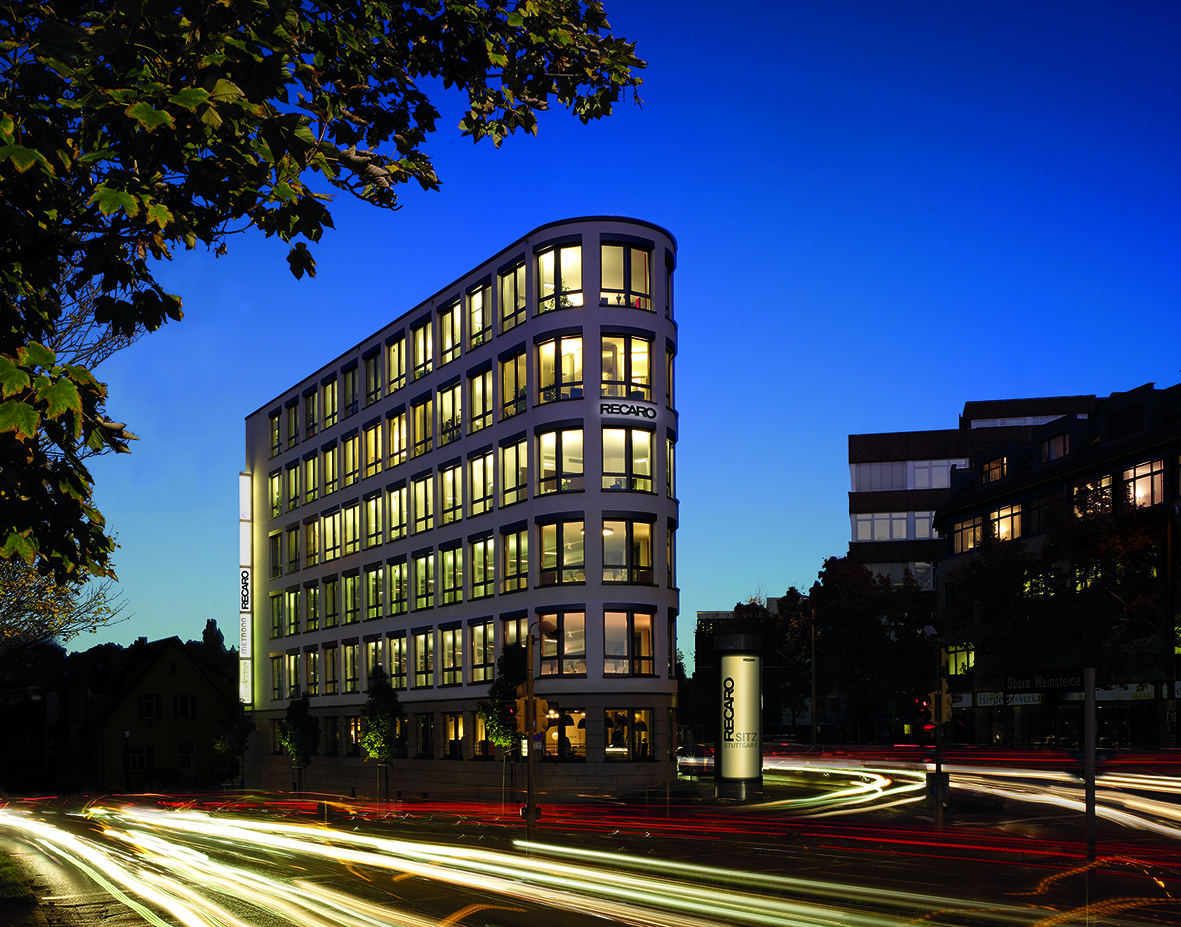
Hauptsitz in Stuttgart

Die Recaro Holding GmbH ist die Zwischenholding der Recaro-Group. Hier sind die operativen Gesellschaften Recaro Aircraft Seating (Flugzeugsitze) mit Sitz in Schwäbisch Hall, Recaro Gaming (Gamingstühle) mit Sitz in Stuttgart und seit 2022 die Recaro Rail (Bahnsitze und Stoßdämpfer) mit Sitz in  Grodzisk Wielkopolski zusammengefasst. Die Recaro Holding ist auch Inhaber der Marke Recaro.
Konzernobergesellschaft ist die MP Beteiligungs-GmbH, in der die Recaro Holding GmbH und weitere Aktivitäten, insbesondere im Immobilienbereich, zusammengefasst sind.
Die Bereiche Recaro Automotive Seating und Recaro Kids sind eigenständige Unternehmen und verwenden die Marke Recaro als Lizenznehmer der Recaro Holding.

## Geschichte

### Gründung bis 1930
- Am 1. Oktober 1906 gründet der Sattlermeister Wilhelm Reutter die „Stuttgarter Carosserie- u. Radfabrik“ in der Augustenstraße in Stuttgart.
- 1909 tritt Wilhelms Bruder Albert Reutter als Teilhaber und kaufmännischer Leiter in das Unternehmen ein. Umfirmierung als „Stuttgarter Karosseriewerk Reutter & Co.“, Inhaber W. & A. Reutter.
- Am 24. Juli 1909 wird das Patent für ein „Klappverdeck mit Vordach, insbesondere für Motorfahrzeuge“ angemeldet. Diese sogenannte „Reformkarosserie“ war ein konstruktiver Vorläufer des Cabriolets. Es entstehen Aufbauten inklusive Innenausstattung für nahezu alle namhaften Hersteller der Zeit, insbesondere Daimler-Benz (und Vorgänger) sowie die Chemnitzer Wanderer-Werke.
- 1919 erfolgt die schrittweise Umstellung von der Einzelfertigung hin zur Serienproduktion.
- 1930 geht Reutter eine Partnerschaft mit dem Konstruktionsbüro Porsche ein.

### 1931–1950
- Ab 1931 fertigt Reutter erste Aufbauten für die Porsche-Typen 7, 8, 9, 12 und 32 an.
- 1936 Nachdem die Kapazitätsgrenze des Stammwerks in der Augustenstraße erreicht war, entsteht ein zweites Werk in Zuffenhausen.
- 1937 Reutter erhält den Auftrag zur Produktion des Volkswagens Prototyp-Vorserie VW 303.
- 1938 Entwicklung des Patents für einen verstellbaren Sitz für Kraftfahrzeuge.
- 1938 Auftrag über 30 Prototypen Porsche Typ 60 (später „Käfer“).
- 1938 Auftrag des Heereswaffenamt für das Konzept eines Kübelwagens.[2]
- 1939 Inzwischen umfasst das Unternehmen ca. 900 Mitarbeiter.
- 1940 Produktion von Bombenschlitten für die Wiener-Neustädter Flugzeugwerke zur Fertigung der Messerschmitt Me 410.[3]
- 1943/1944 Beschäftigung von 350 Mitarbeitern, darunter ca. 90 Zwangsarbeiter.[4]
- 1944 Das Stammwerk in der Augustenstraße wird bei einem Luftangriff schwer beschädigt. Die Belegschaft schrumpft auf 94 Personen.
- 1949 Das Unternehmen bekommt einen Großauftrag zur Fertigung von 500 Karosserien inklusive der kompletten Innenausstattung für den Porsche 356.
- 1950 Am 4. April erfolgt die erste Auslieferung der Karosserie für den Porsche 356 aus Stuttgarter Produktion.

### 1951–1980

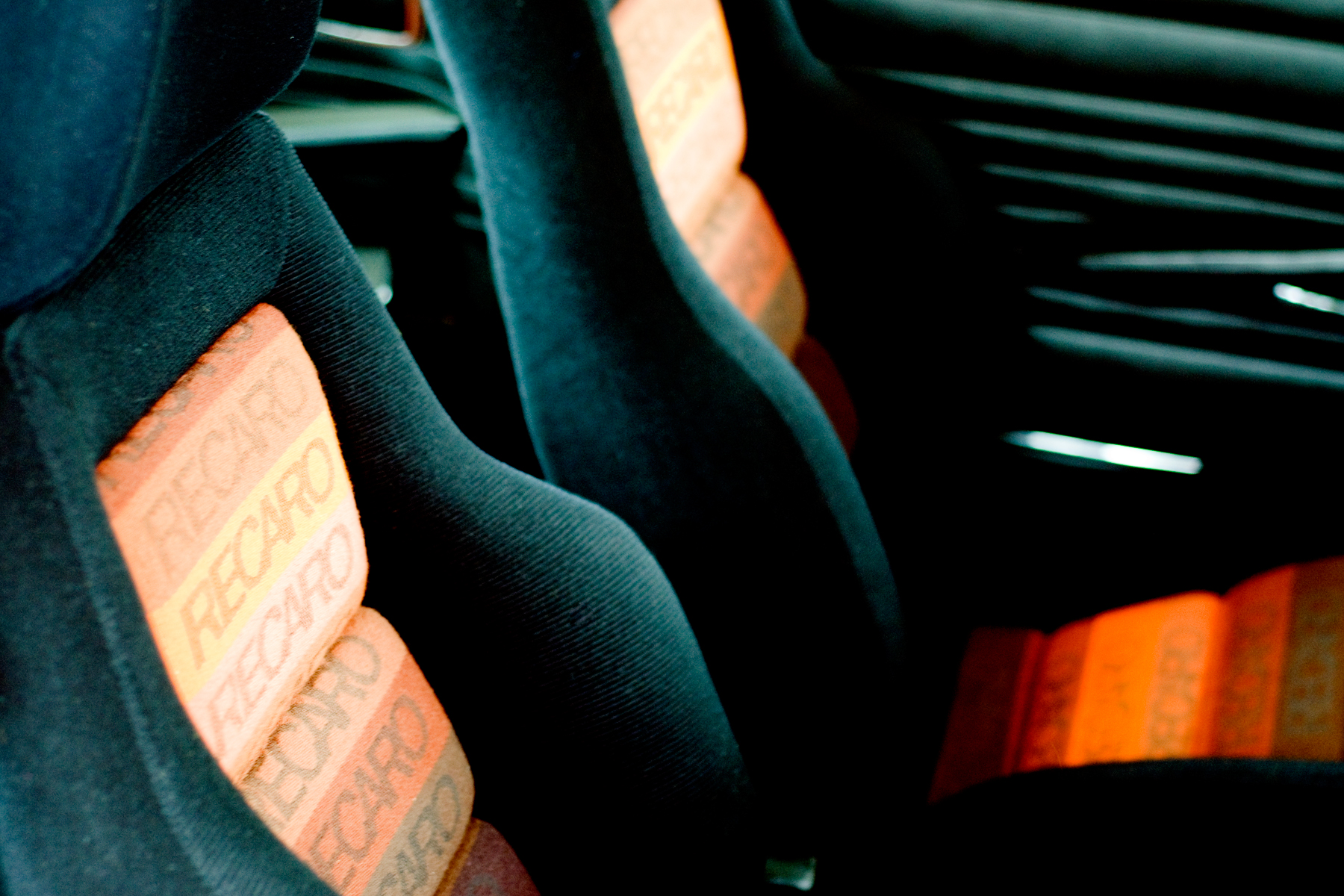
Recaro-Sportsitz, 1969

- 1953 Patent für „einen Gelenkbeschlag für Polstersitze mit verstellbarer Lehne“, den Reutter-Liegesitzbeschlag.
- 1954 Fertigstellung der 5.000. Karosserie für den Porsche 356.
- 1956 Das „Stuttgarter Karosseriewerk Reutter & Co. GmbH“ feiert sein 50-jähriges Bestehen. Im selben Jahr verlässt die 10.000. Porsche-Karosserie das Werk, das mittlerweile wieder 900 Mitarbeiter beschäftigt.
- 1963 Reutter verkauft zum Dezember das Karosseriewerk mitsamt 950 Mitarbeitern an Porsche. Die Sitzfertigung wird davon ausgenommen; die Firma firmiert in die RECARO GmbH (REutter-CAROsserie) um und produziert mit einer Belegschaft von 250 Mitarbeitern nunmehr Fahrzeugsitze für Porsche, aber auch für andere Hersteller zur Nachrüstung.
- 1965 Recaro stellt den ersten Recaro-Sportsitz auf der Automobilausstellung in Frankfurt vor.
- 1967 Bau einer weiteren Produktionsstätte in Schwäbisch Hall.
- 1969 Die Familie Reutter verkauft Recaro an die drei Unternehmen Keiper, Huber & Wagner und Metzeler. Etwa zeitgleich startet die Vorbereitung zur Fertigung von Flugzeugsitzen.
- 1971 Recaro produziert zunächst in Lizenz des amerikanischen Herstellers Hardman Aerospace die ersten Flugzeugsitze unter dem Namen Recaro Aircomfort. Kurz darauf bringt Recaro den ersten eigenen Flugzeugsitz, den sogenannten Recaro 2020, auf den Markt und verkauft ihn unter anderem an Lufthansa.
- 1974 wird mit dem Recaro Profi-Vollschalensitz der erste Motorsportsitz auf den Markt gebracht.

### 1981–2000
- 1983 Die Firma Keiper übernimmt alle Recaro-Anteile. Im gleichen Jahr errichtet die Keiper Recaro GmbH & Co. das erste europäische Just-in-time-Werk zur Fertigung der Sitze des Mercedes-Benz 190 in Bremen. Die Flugzeugsitzproduktion wird komplett nach Schwäbisch Hall verlegt.
- 1997 Im Zuge einer Umstrukturierung wird Recaro wieder zu einem eigenständigen Unternehmen. Hieraus entstehen vier rechtlich und wirtschaftlich unabhängige Unternehmen, darunter auch die Recaro Aircraft Seating GmbH & Co. KG.
- 1998 Recaro stellt den ersten mitwachsenden Kindersitz vor.

### 2000 bis heute
- 2004 Recaro kauft die Traditionsfirma „Storchenmühle“, die sich auf die Produktion von Kindersitzen konzentriert.
- 2006 Das Unternehmen feiert sein 100-jähriges Bestehen.
- 2011 Der US-Konzern Johnson Controls übernimmt das Unternehmen Recaro Automotive, wobei die Recaro Group aber nach wie vor als Lizenzpartner auftritt.[5] Die Unternehmen Recaro Aircraft Seating und Recaro Child Safety bleiben unter dem Dach der Recaro Group bestehen.
- 2013 Die Recaro Holding verlegt nach der Umstrukturierung ihren Geschäftssitz zurück an den Gründungsort Stuttgart[6]
- 2016 Recaro Automotive Seating gehört nach dessen Abspaltung von Johnson Controls zum Automobilzulieferer Adient. Die Recaro Group tritt weiterhin als Lizenzgeber auf.[7]
- 2018 Recaro Child Safety stellt den Geschäftsbetrieb (einschließlich Storchenmühle) ein.[8]
- 2018 Die Recaro Holding schließt einen globalen Lizenzvertrag mit der Artsana Group, die nach der Einstellung des Geschäftsbetriebs von Recaro Child Safety (einschließlich Storchenmühle) Entwicklung, Produktion und Vertrieb von Premium-Kindersitzen und -Kinderwagen unter dem Markennamen Recaro Kids fortführt.[9]
- 2018 Recaro tritt mit der Neugründung des Geschäftsfelds Recaro eGaming in den Gaming-Markt ein.[10]
- 2019 Marktstart für den Recaro Exo, den ersten Gaming-Sitz von Recaro eGaming im Mai 2019.[11]
- 2020 Recaro Automotive Seating wird an den Finanzinvestor Raven mit Erfahrung im Automotive-Bereich, USA verkauft[12]
- 2024 Recaro Automotive GmbH (Germany) meldet Ende Juli Insolvenz an.[13][14]
- Ende 2024 Recaro Automotive GmbH wird an die italienische Proma Group verkauft.[15] Die Autositze werden fortan in Italien hergestellt.[16]

## Recaro Group
Die Recaro Group umfasst die Sparten Recaro Aircraft Seating, Recaro Gaming sowie die Recaro Holding selbst.

### Recaro Holding
Die Recaro Holding tritt als Dachgesellschaft der Recaro Group auf und umfasst die Bereiche Strategie, Finanzen, Personal und Recht sowie Design, Marke, Kommunikation und Innovationsmanagement. Der Firmensitz der Recaro Holding befindet sich seit Mai 2013 in Stuttgart.

### Recaro Aircraft Seating

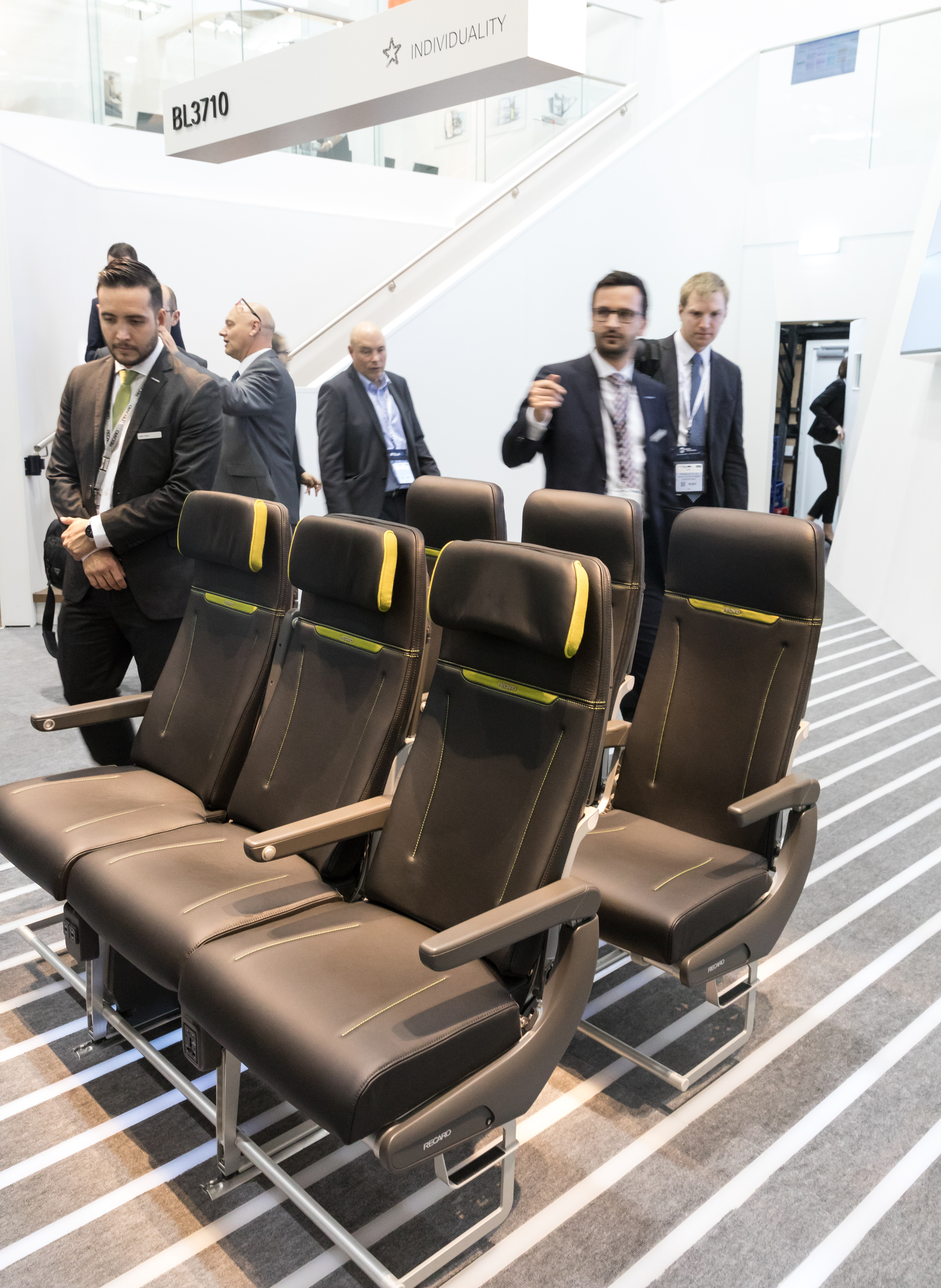
Kurz-/Mittelstrecken-Economy Class-Sitze von Recaro, 2018

Recaro Aircraft Seating ist ein Entwickler und Hersteller für Flugzeugsitze.
Die Flugzeugsitzproduktion beginnt 1971 in Lizenz unter dem Namen Recaro Aircomfort zunächst in Stuttgart. Ab 1983 erfolgt dann die Gesamtfertigung in Schwäbisch Hall.
Die Recaro Aircraft Seating GmbH & Co. KG hat neben dem Stammsitz in Schwäbisch Hall auch Produktionswerke in Polen, Südafrika, den USA und China.
2004 übernahm Recaro Aircraft Seating die Mehrheit an AAT Composites in Südafrika ‒ ein Unternehmen, das aus Faserverbundwerkstoffen Produkte für die Luftfahrtindustrie herstellt.

### Recaro Gaming
Anfang 2018 gründete Recaro die Recaro eGaming GmbH & Co. KG mit Sitz in Stuttgart. Recaro positioniert sich mit der Unternehmensneugründung als Ausrüster für Premium-Gamingsitze im stark wachsenden eSport- und Gamingmarkt. Das Unternehmen präsentiert den ersten Gaming-Seat-Protoypen auf der Gamescom 2018 in Köln. 2020 firmierte das Unternehmen um in Recaro Gaming GmbH & Co KG.

## Recaro als Lizenzgeber

### Recaro Automotive
Der Bereich Recaro Automotive als Hersteller von Autositzen wurde im Jahr 2011 an den US-amerikanischen Automobilzulieferer Johnson Controls verkauft. Von 2016 bis 2020 gehörte Recaro Automotive Seating nach dessen Abspaltung von Johnson Controls zum Automobilzulieferer Adient. Im Januar 2020 verkaufte Adient die Sparte an Raven Acquisition LLC. Die Recaro Group tritt aber nach wie vor als Lizenzgeber auf.
Im Juli 2024 hat die Recaro Automotive GmbH (Kirchheim unter Teck) Insolvenz angemeldet. Das Amtsgericht Esslingen ordnete vorläufige Eigenverwaltung an und ernannte den Stuttgarter Rechtsanwalt Holger Blümle zum vorläufigen Sachwalter. Er sollte die wirtschaftliche Lage der Recaro Automotive GmbH prüfen und die Geschäftsführung überwachen. Die Herstellung von Autositzen wurde zum Ende des Jahres 2024 eingestellt.
Das Insolvenzverfahren betraf ausschließlich die Recaro Automotive GmbH (Deutschland) und keine anderen Automobil- oder Nutzfahrzeugeinheiten wie Recaro Automotive North America, Recaro Automotive Japan und Joint Ventures in China. Im Dezember 2024 übernahm die italienische Proma Group diesen Teil. Die Produktion soll nun in Italien erfolgen.

### Recaro Kids
Die Recaro Child Safety GmbH & Co. KG mit Hauptsitz in Marktleugast, die im Jahr 2004 mit dem Traditionsunternehmen Storchenmühle fusionierte, beendete zum 31. Juli 2018 ihren Geschäftsbetrieb. Ende Oktober 2018 unterzeichneten die Recaro Holding und Artsana Group einen globalen Lizenzvertrag. Die Vereinbarung umfasst die Entwicklung, die Produktion und den Vertrieb von Premium-Kindersitzen und -Kinderwagen unter dem Markennamen Recaro Kids.

## Film
- Der Sitzpionier – Recaro in Stuttgart. Dokumentarfilm, Deutschland, 2016, 29:30 Min., Buch und Regie: Peter Kemnitzer, Produktion: SWR, Reihe: made in Südwest, Erstsendung: 27. Juli 2016 im SWR Fernsehen, Inhaltsangabe von ARD[25], Online-Video[26] verfügbar bis 26. Juli 2017.